# Lycomedes burmeisteri
Lycomedes burmeisteri är en skalbaggsart som beskrevs av Waterhouse 1879. Lycomedes burmeisteri ingår i släktet Lycomedes och familjen Dynastidae. Inga underarter finns listade i Catalogue of Life.